# 新列特尼基市镇
新列特尼基市镇（俄语：Новолетниковское муниципальное образование）是俄罗斯联邦伊尔库茨克州济马区所属的一个市镇。其下辖有个居民点，行政中心为新列特尼基。据2016年统计，该市镇的人口为501人。